# Торайсъярви
Торайсъярви — озеро на территории Луусалмского сельского поселения Калевальского района Республики Карелии.

## Общие сведения
Площадь озера — 1,8 км², площадь водосборного бассейна — 3150 км². Располагается на высоте 104,7 метров над уровнем моря.
Форма озера лопастная, продолговатая: оно вытянуто с запада на восток. Берега каменисто-песчаные, местами заболоченные.
Через озеро протекает река Писта, впадающая в озеро Верхнее Куйто.
Код объекта в государственном водном реестре — 02020000811102000004586.